# Girabola
Girabola (eller Angolesiska mästerskapen) är den högsta fotbollsligan i Angola, och organiseras av Angolas fotbollsförbund. Ligavinnaren och 2:an kvalificeras för Afrikanska Champions League.

## Historia
Organiserad ligafotboll i Angola startades, efter självständigheten, 1979. Ligan bestod då av 24 lag, i fyra grupper med sex lag. 1980 kvalificerades de 14 bäst placerade lagen från föregående säsong för ligaspel, detta format varade fram till slutet av säsongen 1990. Under 1991 och 1992 ökade antalet lag i högsta ligan med två lag, men under 1993 och 1994 minskades antalet lag till 12. Inför säsongen 1995 ökade antal lag  till igen 14 samt att vinst belönades med tre poäng, istället för två som tidigare varit fallet. Till 2010 utökade ligan till att innehålla 16 lag.

## Klubbar 2019/2020
| Klubb                              | Stad/Område |
| ---------------------------------- | ----------- |
| 4 de Abril do Cuando Cubango       | Menongue    |
| Académica Petróleos do Lobito      | Lobito      |
| Bravos do Maquis                   | Luena       |
| Clube Desportivo da Huíla          | Lubango     |
| Ferroviário do Huambo              | Huambo      |
| GD Interclube                      | Luanda      |
| Petróleos de Luanda                | Luanda      |
| Primeiro de Agosto                 | Luanda      |
| Primeiro de Maio                   | Benguela    |
| Progresso Associação do Sambizanga | Luanda      |
| Recreativo da Caála                | Caála       |
| Recreativo do Libolo               | Calulo      |
| Sagrada Esperança                  | Dundo       |
| Santa Rita de Cássia               | Uíge        |
| Sporting Clube de Cabinda          | Cabinda     |
| Wiliet SC                          | Benguela    |

## Lista över mästare
Listan över mästare inkluderar nationella mästare under kolonialtiden

### Kolonial mästare
| - 1957 : Ferroviário de Luanda - 1958 : okänd - 1959 : Recreativo da Catumbela - 1960-64: okänd - 1965 : Atlético de Luanda | - 1966 : Atlético de Luanda - 1967 : Atlético de Luanda - 1968 : Atlético de Luanda - 1969 : Independente Sport Clube - 1970 : Independente Sport Clube | - 1971 : Independente Sport Clube - 1972 : Sport Nova Lisboa e Benfica - 1973 : Futebol Clube do Moxico (Luena) - 1974 : Ferroviário de Nova Lisboa - 1975 : avbruten |

### Sedan självständigheten
| - 1979: Primeiro de Agosto - 1980: Primeiro de Agosto - 1981: Primeiro de Agosto - 1982: Petro Luanda - 1983: Primeiro de Maio - 1984: Petro Luanda - 1985: Primeiro de Maio - 1986: Petro Luanda - 1987: Petro Luanda - 1988: Petro Luanda - 1989: Petro Luanda - 1990: Petro Luanda - 1991: Primeiro de Agosto - 1992: Primeiro de Agosto - 1993: Petro Luanda - 1994: Petro Luanda - 1995: Petro Luanda | - 1996: Primeiro de Agosto - 1997: Petro Luanda - 1998: Primeiro de Agosto - 1999: Primeiro de Agosto - 2000: Petro Luanda - 2001: Petro Luanda - 2002: Aviação - 2003: Aviação - 2004: Aviação - 2005: Sagrada Esperança - 2006: Primeiro de Agosto - 2007: GD Interclube - 2008: Petro Luanda - 2009: Petro Luanda - 2010: GD Interclube - 2011: CRD Libolo - 2012: CRD Libolo | - 2013: Kabuscorp SC - 2014: CRD Libolo - 2015: CRD Libolo - 2016: Primeiro de Agosto - 2017: Primeiro de Agosto - 2018: Primeiro de Agosto - 2018/19: Primeiro de Agosto - 2019/20: Ligan avbruten (pandemin). - 2020/21: GD Sagrada Esperança - 2021/22: Atlético Petróleos Luanda - 2022/23: Atlético Petróleos Luanda - 2023/24: Atlético Petróleos Luanda - 2024/25: Atlético Petróleos Luanda |

## Ligatitlar
- Petro Luanda: 18 titlar
- Primeiro de Agosto: 13 titlar
- CRD Libolo: 4 titlar
- Aviação: 3 titlar
- Sagrada Esperança: 2 titel
- Primeiro de Maio: 2 titlar
- GD Interclube: 2 titlar
- Kabuscorp SC 1 titel